# La feria (novela)
La feria es una novela del escritor mexicano Juan José Arreola publicada en 1963. Posee un estilo literario basado en fragmentos, una narración no convencional y sin personaje principal. Narra las vicisitudes del pueblo de Zapotlán alrededor de la celebración de la feria dedicada a su santo patrón, San José. Ubicada en una época posterior a la Revolución Mexicana, la obra hace eco de múltiples etapas históricas del occidente de México. Con esta obra Arreola se hizo merecedor del premio Xavier Villaurrutia.

## Estilo y estructura
La novela consta de 288 fragmentos de muy variada extensión, llegando incluso a ser de una sola palabra, cada uno sin aparente organización u orden cronológico y divididos mediante viñetas tipográficas. La novela carece de un narrador fijo y posee un estilo dialógico, en donde todos los personajes aportan una parte de la historia a través de sus diálogos y soliloquios. Intercalando muy diversos estilos, desde el periodístico, hasta el bíblico y habla popular. Cambia constantemente de momento en la historia e incluso de época, para referir los antecedentes históricos de algunos hechos de la novela. A medida que la obra avanza, los fragmentos aparentemente aislados e inconexos van contando historias, que entrelazadas a su vez dan cuenta, de forma caleidoscópica, del universo zapotlanesco de la época.
A La feria se la ha insertado en el movimiento del realismo mágico, no obstante se ha opuesto a esa idea el hecho de que los personajes de Arreola están basados en personas reales y el pueblo de Zapotlán existe en la realidad, por lo que debería considerarse una obra más bien costumbrista.

## Argumento
La historia se desarrolla en el  pueblo de Zapotlán el Grande, en el estado de Jalisco que actualmente recibe el nombre de Ciudad Guzmán. Toda la trama gira alrededor de las fiestas del santo patrón del pueblo, San José, los preparativos para ella y las vidas de sus habitantes.  Todo el pueblo es protagonista y no existe un personaje principal único, mientras que el tiempo tampoco transcurre en una línea recta sino que varía entre el pasado y el presente y en ocasiones retrata momentos simultáneos.